# Вейгель, Пауль Рейнхольдович
Пауль Рейнхольдович Вейгель (Paul Veigel) (12.01.1921 — 21.01.2004) — главный инженер завода ЖБИ треста «Таллинстрой», лауреат Ленинской премии (1961).
Окончил Высшее техническое училище Таллина (1940). В 1941—1945 гг. служил в Советской Армии. С 1945 г. работал в строительных организациях. С 1956 г. главный инженер завода железобетонных изделий треста «Таллинстрой». С 1970 г. главный инженер Таллинского домостроительного комбината. Ленинская премия 1961 года — за разработку и внедрение в производство новой технологии натяжений арматуры (с помощью электронагрева) предварительно напряжённых ЖБК для промышленного и гражданского строительств. Государственная премия Эстонской ССР 1972 г.